# Faf Larage
Faf Larage (auch Faf La Rage; eigentlicher Name Raphaël Mussard; * 1971 in Marseille) ist ein französischer Rapper aus Marseille, der ursprünglich aus dem Überseedépartement Réunion stammt.

## Biografie
Angefangen hat Faf bei der Band Soul Swing Radikal, Ende der 90er Jahre war er aber als unabhängiger Rapper unterwegs. Mit La garde meurt mais ne se rend pas hatte er 1998 einen Achtungserfolg in den französischen Singlecharts zusammen mit seinem älteren Bruder Shurik’n, der Mitglied der Rapformation IAM ist. Es folgte im Jahr darauf mit C’est ma cause sein erstes Soloalbum, das an den Erfolg anknüpfen konnte.
In den folgenden Jahren etablierte sich Larage im französischen Rap mit eigenen Singles und Kollaborationen, doch weitere Hits blieben erst einmal aus. Erst 2003 machte er zusammen mit dem Rapper Eben erneut von sich reden. Zwei Jahre zuvor war der Song Gomez et Tavarès: Les ripoux erschienen, in dem es um zwei korrupte Polizisten ging. Der Regisseur Gilles Paquet-Brenner nahm aus dieser Vorlage die Idee für einen Spielfilm (Gomez & Tavarès, deutscher Titel Pay Off – Die Abrechnung). Für die Filmmusik parodierten die beiden Rapper ein Polizistenduo, Eden war Gomez und Larage nannte sich Dubois (der Nachfolger des verschwundenen Tavarès). Zusammen nahmen sie den Klassiker Hotel California als Rapparodie unter dem Titel "Hôtel Commissariat" für den Filmsoundtrack auf. Das Ganze nannten sie "Cop Rap" als Antwort auf den Gangsta-Rap. Zwei Top-10-Singles warf dieses Projekt ab, das Album Flics et hors la loi war nicht nur in den Charts erfolgreich, sondern war auch nominiert für den nationalen französischen Musikpreis Victoires de la Musique als Rap-Album des Jahres.
In den folgenden Jahren blieb Faf Larage dem Film treu. 2004 gelang ihm zusammen mit dem IAM-Rapper Akhenaton ein weiterer Hitparadeneinsteiger. Der Song L’Américain war Filmmusik zum gleichnamigen französischen Film des Regisseurs Patrick Timsit.
Eine Titelmusik war es auch, die ihm dann 2006 zu seinem ganz großen Solo-Durchbruch und seinem größten Erfolg verhalf. Für die US-Serie Prison Break spielte er die Erkennungsmelodie für die französische Ausstrahlung ein und dem großen Erfolg der Fernsehserie folgte der Sprung von Pas le temps an die Spitze der französischen Charts, wo sich das Lied sechs Wochen lang halten konnte. Auch in den französischsprachigen Teilen der Nachbarländer erlangte der Rapper daraufhin große Popularität und kam auf Platz 1 der belgischen Regionalcharts und in die Top 10 der offiziellen Schweizer Charts.
Anfang 2007 legte Faf Larage mit dem Album Rap Stories nach und konnte mit der Single Ta meuf (la caille) mit Platz 2 erneut weit vorne in den Charts landen.

## Diskografie

### Alben
- 1999 – C’est ma cause
- 2000 – La Garde (mit Shurik’n)
- 2003 – Flics et hors la loi (Gomez & Dubois)
- 2007 – Rap Stories

### Singles
- 1997 – Le Fainéant
- 1998 – La garde meurt mais ne se rend pas (mit Shurik'n)
- 2003 – Le couteau entre les dents (mit IAM)
- 2003 – Hôtel Commissariat (Gomez & Dubois)
- 2003 – Ronde de nuit (Gomez & Dubois)
- 2004 – L’Américain (mit Akhenaton)
- 2006 – Pas le temps
- 2007 – Ta meuf (la caille)